# 完颜阿骨打
完顏阿骨打（1068年8月1日—1123年9月19日），漢名完顏旻，金朝開國皇帝（1115年1月28日—1123年9月19日在位）。按出虎水（今黑龍江省哈爾濱東南阿什河）女真族完顏部酋長烏骨迺之孫，劾里鉢之次子，完顏部首領，在位9年，終年56歲。

## 生平
祖父是女真完顔部的族長烏古廼（景祖）、父劾里鉢是烏古廼的次子。阿骨打是劾里鉢的次子。生母是女真挐懶部首長的女兒翼簡皇后。
遼國天慶三年（1113年）十月，其兄烏雅束死，繼位女真各部落聯盟長，稱都勃極烈。天慶四年，率2500人起兵叛遼，破寧江州（今吉林省扶餘市東南）。蕭嗣先率7000精兵集結於出河店，阿骨打率兵3700乘夜奔襲，渡混同江（今松花江），大敗遼軍。天慶五年農歷正月初一（1115年1月28日），阿骨打在會寧（今黑龍江省哈爾濱市阿城區南白城）稱帝，建立大金，年號收國，改名完顏旻。天慶五年九月，攻佔黃龍府（今吉林省農安縣）城。
天輔三年（1119年），遼天祚帝冊封完顏旻為東懷國皇帝，但冊文不稱完顏旻為兄長、國號不稱大金，故他不接受冊封，繼續攻打遼國。
天輔四年（1120年），與宋朝訂攻遼計劃，攻陷遼上京臨潢府（今內蒙古自治區巴林左旗南）。天輔六年（1122年），取遼中京（今內蒙古自治區寧城縣西）；是年年底，攻陷燕京（今北京市）。天輔七年（1123年）八月，返金上京（今黑龍江省哈爾濱市阿城區附近）途中病逝。他死後，在天會三年六月上諡號大聖皇帝，同年十二月改為大聖武元皇帝，廟號是太祖。皇統五年十月，增諡為應乾興運昭德定功仁明莊孝大聖武元皇帝。
2003年9月5日，北京市政府文物局發表：1980年代在北京市西南郊外的九龍山的金朝陵墓，證實是完顏阿骨打的石棺、遺骨及裝飾物。

## 對外政策
完颜阿骨打相當痛恨遼，但對宋相當和善，在建國之初就有意與宋聯合，和後來諸代金朝帝王對宋朝充滿敵對大不相同。當宋以「海上之盟」求燕京（今北京西南）及西京（今山西大同）地，金國大臣左企弓曾勸阿骨打不要歸還從遼那裡取得包括「燕雲十六州」及其他長城以南在內的燕地，但阿骨打還是如約歸還了燕京、涿州、易州、檀州、順州、景州、薊州。其中景州雖在長城之內，但並不屬於石敬瑭割給遼的燕雲十六州之一。易州是遼統和七年（989年）夺自宋，也不算作十六州之一。莫、瀛兩州早已收復，為北宋河間府所治。這樣一來，山西、河北太行山（後明在此建內長城）以內的燕、涿、檀、順、薊、莫、瀛七州都已經歸還宋，而太行山以外的儒、媯、武、新、蔚、應、寰、朔、雲九州當時遼金尚在爭奪，阿骨打也無法歸還。而阿骨打保留了長城以南但不屬於十六州的平州，任命帶領平州棄遼降金的守將張覺作為當地留守，但在阿骨打逝世前不久，張覺叛金投宋，其後任的金太宗由此和宋決裂南侵。
和阿骨打生前相處時間較長的幾個年長兒子，如長子完顏宗幹、二子完顏宗望、四子完顏宗弼都很崇尚漢文化，這對以後金國的漢化影響很大。這也從另一個側面反映了阿骨打的喜好。

## 宰执大臣
- 完颜吴乞买，諳班勃極烈（1115年七月—1123年八月）
- 完颜撒改，国论勃极烈（1115年七月—九月）；国论忽鲁勃极烈（1115年九月—1121年）
- 完顏斜也，国论昊勃极烈（1115年七月—1123年）；国论忽鲁勃极烈（1121年—1123年）
- 完顏習不失，阿买勃极烈（1115年七月—1123年）
- 完顏阿離合懣，国论乙室勃极烈（1115年七月—1120年）
- 完颜昱，昃勃极烈（1121年—1123年）
- 完颜宗翰，移赉勃极烈（1121年—1123年）

## 家庭
- 聖穆皇后唐括氏
  - 二子[8]或第三子[9]、嫡長子金徽宗完顏宗峻，名 繩果
  - 七子豐王完顏宗朝，名 烏烈 (列蒲陽虎)[9]
  - 趙王完顏宗傑，名 沒里野
- 光懿皇后裴滿氏
  - 長子遼王完顏宗幹，名 斡本（海陵王时为金德宗，金世宗时降为遼王）
- 欽憲皇后紇石烈氏
  - 二子宋桓肅王完顏宗望，名 斡離不
  - 六子[10]陳王完顏宗雋，名 訛魯觀
  - 瀋王完顏訛魯
- 宣獻皇后僕散氏
  - 五子金睿宗完顏宗堯，名 讹里朵
  - 豳王完顏訛魯朵
- 烏古論元妃
  - 四子梁王完顏宗弼，名 兀朮
  - 八子[11]衛王完顏宗強，名 阿魯
  - 九子[11]蜀王完顏宗敏，名 阿魯補
- 蕭崇妃
  - 紀王完顏習泥烈
  - 息王完顏寧吉
  - 莒王完顏燕孫
- 娘子獨奴可
  - 鄴王完顏斡忽

女儿
- 长女完颜兀鲁，嫁徒单定哥、徒单恭
- 毕国公主，嫁乌古论讹论[12]
- 蒲察石家奴之妻（蒲察石家奴：蒲察斛鲁短之孙，劾里鉢外孙，阿骨打外甥）[13]

## 評價

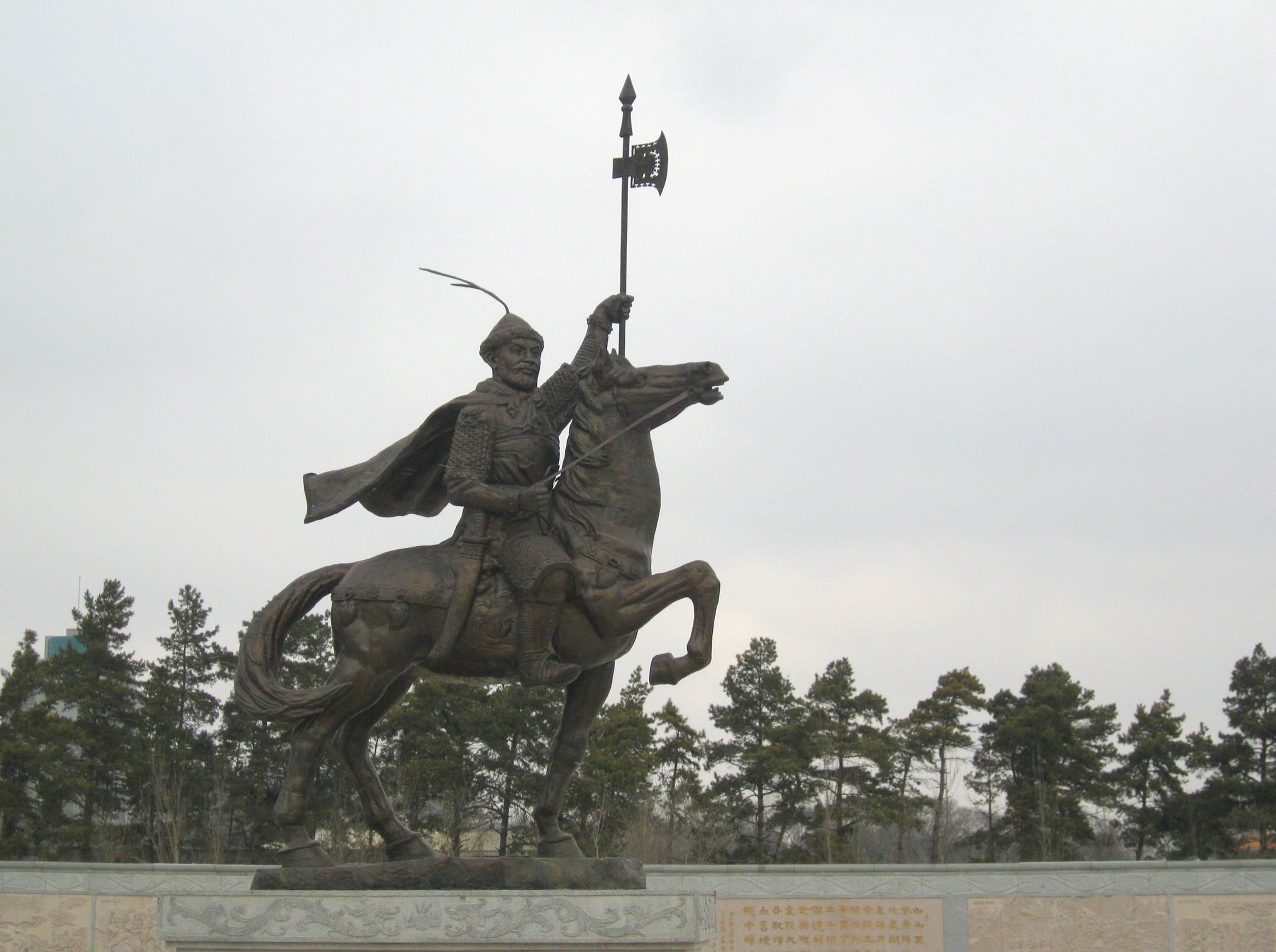
完颜阿骨打像
位于金上京历史博物馆广场

- 元朝官修正史《金史》脱脱等的評價是：“太祖英谟睿略，豁达大度，知人善任，人乐为用。世祖阴有取辽之志，是以兄弟相授，传及康宗，遂及太祖。临终以太祖属穆宗，其素志盖如是也。初定东京，即除去辽法，减省租税，用本国制度。辽主播越，宋纳岁币，以幽、蓟、武、朔等州与宋，而置南京于平州。宋人终不能守燕、代，卒之辽主见获，宋主（宋徽宗、宋钦宗）被执。虽功成于天会间，而规摹运为宾自此始。金有天下百十有九年，太祖数年之间算无遗策，兵无留行，底定大业，传之子孙。嗚呼，雄哉！”[14]

## 周边同时代君主
辽
- 天祚帝（1101年—1125年）
- 耶律淳（1122年）

宋
- 宋徽宗（1100年—1125年）

西夏
- 夏崇宗（1086年—1139年）

高丽
- 高丽睿宗（1105年—1122年）
- 高丽仁宗（1122年—1146年）

## 影視形象

### 電視劇
| 年份   | 地區         | 作品         | 演員   |
| 1997年 | 香港無線電視 | 《天龙八部》 | 郑柏麟 |
| 2003年 | 中國         | 《天龙八部》 | 孙蛟龙 |
| 2004年 | 中國         | 《江山美人》 | 计春华 |

### 音乐電視劇
| 年份   | 地區 | 作品           | 演員   |
| 2003年 | 中國 | 《完顏阿骨打》 | 韩东亮 |

### 電影
| 年份   | 地區 | 作品         | 演員 |
| 2011年 | 中國 | 《大金始祖》 | 阿威 |

### 纪录片
| 年份   | 地區 | 作品         | 演員   |
| 2012年 | 中國 | 《契丹王朝》 | 鲍海鸿 |

## 延伸阅读
[在维基数据编辑]
 《金史·卷2》，出自脱脱《遼史》
 在维基共享资源阅览影像